# ألان وودورد
ألان وودورد (بالإنجليزية: Alan Woodward)‏ هو لاعب كرة قدم بريطاني، ولد في 7 سبتمبر 1946 في شفيلد في المملكة المتحدة، وتوفي في 21 مايو 2015 في تلسا في الولايات المتحدة. لعب مع تلسا رافنكس وشيفيلد يونايتد.
1. ↑   https://www.tradingcarddb.com/Person.cfm/pid/35226/. {{استشهاد ويب}}: |url= بحاجة لعنوان (مساعدة) والوسيط |title= غير موجود أو فارغ (من ويكي بيانات) (مساعدة)